# Hyperboreae Undae
Hyperboreae Undae (en latín: "Olas/dunas del extremo norte") es uno de los campos de dunas más grandes y densos del Planum Boreum, el Polo Norte marciano. Lleva el nombre de una de las características de albedo en Marte. Su nombre fue aprobado oficialmente por la Unión Astronómica Internacional en 1988. Se extiende desde la latitud 77,12°N a 82,8°N y desde la longitud 302,92°E a 316,02°E (43,98°W – 57,08°W). Su centro está en la latitud 79,96°N, longitud 49,49°O, y tiene un diámetro de 463,65 kilómetros (288,10 mi).
Hyperboreae Undae está al suroeste de la depresión Boreum Cavus, una depresión en forma de arco en el límite noreste de Chasma Boreale. Desde allí, Hyperboreae Undae continúa en dirección suroeste a través de Chasma Boreale y hacia las tierras bajas de Vastitas Borealis. Se superpone a la parte oriental de Hyperboreae Lingua y la región sobre el cráter Escorial.
Hyperboreae Undae es bien conocido por las dunas barcanoides y lineales que se han formado en su ubicación, aunque aparentemente son incompatibles. Se han realizado investigaciones para explicar la coexistencia de este tipo de dunas en Hyperboreae Undae y en otros lugares de Marte. Otro tipo de formación que se encuentra en Hyperboreae Undae es el yardang.